# 菊花村站
菊花村站是昆明地铁4号线的地铁车站，位于中华人民共和国云南省昆明市官渡区昆河铁路与黎明路交叉口南侧，于2020年9月23日开通。

## 车站结构
菊花村站位于昆河铁路与黎明路交叉口南侧，沿昆河铁路地下设置，呈南北走向，为地下两层岛式站台车站，车站长189.6米，车站地下一层为站厅层，地下二层为站台层，站台设置全高站台门。
| 地面              | 出入口 | A、C、D出入口                                                                                                 |
| 地下一层          | 站厅   | 客服中心、自动售票机、验票机                                                                                  |
| 地下二层          | 站台   | \| \| \| █ 4号线往金川路（大树营） \| \| 島式 · 開左邊车门 \| \| \| \| \| \| █ 4号线往昆明南火车站（菊华） \| |
|                   |        | █ 4号线往金川路（大树营）                                                                                     |
| 島式 · 開左邊车门 |        | |
|                   |        | █ 4号线往昆明南火车站（菊华）                                                                                 |

## 出入口
菊花村站目前开放3个出入口，各出口及周围设施如下所示：
| 编号                  | 地点     | 建议前往的目的地                                                | 照片 |
| --------------------- | -------- | --------------------------------------------------------------- | ---- |
| 出口 · A              | 东郊路   | 云南省交通中心医院、五里小学、华润·悦府、菊华小区、东站禽蛋小区 |      |
| 出口 · C              | 二环东路 | 南屏苑、晋馨园、马军场小区、东骏苑                              |      |
| 出口 · D · 升降机标志 | 黎明路   | 金河小区、曙光东区、金汁河带状公园、东方上城                    |      |
| 註： 設有             |          |                                                                 |      |

## 车站历史
- 2018年1月5日，车站工程开工。
- 2018年12月10日，车站主体结构封顶[2]。
- 2020年9月23日，车站随4号线通车开通[1]。